# کنوت تالکویست
کنوت لئونارد تالکویست (۱۶ مارس ۱۸۶۵، کرکونومی - ۱۶ اوت ۱۹۴۹، هلسینکی) محقق فنلاندی فرهنگ‌های سامی و استاد ادبیات شرقی در دانشگاه هلسینکی بود. او به ویژه به عنوان محقق آشورشناسی شناخته می‌شد.

## زندگی‌نامه
والدین تالکویست، دین یوهان استفان تالکویست و یوهانا صوفیا ریندل بودند. برادر بزرگتر کنوت تالکویست، یوزف ورنر تالکویست (۱۸۶۲–۱۹۶۰) در دهه ۱۹۲۰ استاد کمکی اقتصاد و آمار در دانشگاه هلسینکی بود. خانواده سوئدی زبان بودند، اما مکاتبات باقی مانده نشان می‌دهد که کنوت تالکویست عملاً دو زبانه بوده است.
تالکویست در سال ۱۸۸۳ از Helsingin suotsalainen normalallyseo|Swedish Normal Lyceum فارغ التحصیل شد و در سال ۱۸۸۷ با مدرک لیسانس فلسفه، در سال ۱۸۹۰ با مدرک کارشناسی ارشد و لیسانس و در سال ۱۸۹۴ با مدرک دکترا فارغ التحصیل شد. او در سال ۱۸۸۹–۱۸۹۰ در لایپزیگ، آلمان آشورشناسی خواند و در سال‌های ۱۸۹۳ تا ۱۸۹۵ سفری تحقیقاتی به سوریه، فلسطین و مصر انجام داد.
تالکویست از سال ۱۸۹۱ تا ۱۸۹۹ به عنوان استاد آشورشناسی و زبان‌های سامی در دانشگاه هلسینکی، از سال ۱۸۹۹ تا ۱۹۳۳ به عنوان استاد ادبیات شرقی، از سال ۱۹۲۰ تا ۱۹۳۰ به عنوان رئیس گروه تاریخ و زبان‌شناسی و از سال ۱۹۰۴ تا ۱۹۳۵ به عنوان رئیس گروه تاریخ و زبان‌شناسی خدمت کرد. او در سال ۱۹۳۲ مدیر دانشکده فلسفه دانشگاه بود و در سال ۱۹۱۸ از دانشگاه لوند دکترای افتخاری دریافت کرد.
تالکویست از سال ۱۹۱۲ تا ۱۹۱۳ رئیس انجمن فنلاند و از سال ۱۹۲۳ عضو هیئت مدیره انجمن بود. او از سال ۱۹۱۷ عضو معاون انجمن‌های علمی و از سال ۱۹۳۶ نایب رئیس هیئت نمایندگی بود. تالکویست همچنین یکی از بنیانگذاران انجمن شرقی فنلاند بود و از سال ۱۹۱۷ تا ۱۹۴۹ به عنوان رئیس انجمن خدمت کرد. تالکویست عضو افتخاری انجمن فنلاندی-اوگری و انجمن سلطنتی آسیایی بریتانیای کبیر و ایرلند بود.
تالکویست از سال ۱۸۹۵ تا ۱۹۳۹ با ایرن بکستروم (متوفی ۱۹۳۹) ازدواج کرد. آنها صاحب سه فرزند شدند. گئورگ ناتانیل تالکویست (متولد ۱۹۰۳) پزشک متخصص جراحی و ارولوژی شد.
گفته می‌شود تالکویست به عنوان یک استاد، سخت‌گیر و نسبت به دانشجویان دختر نسبتاً بی‌ادب بوده است. او آشورشناسی را «کار بسیار سختی» ('benhårt arbete') توصیف کرد و به دانشجویان توصیه کرد که در پیاده‌روی‌های یکشنبه خود، زدن نوک پیکان با عصا در شن و ماسه را تمرین کنند.

## یادبود
محمدرضا شاه پهلوی در ۲ تیر ۱۳۴۹ در سفر به هلسینکی از تالکویست به این شکل یاد کرد:
«از نظر علمی ما به خصوص قسمتی از بهترین مطالعات بین‌المللی مربوط به خطوط میخی را به دانشمندان عالی‌قدر کشور شما از قبیل لاگوس و انه‌برگ و مخصوصاً تالکویست که تا آخر عمر ریاست انجمن خاورشناسی فنلاند را بر عهده داشت، مدیون هستیم.»